# Pulau Padang
Pulau Padang is een bestuurslaag in het regentschap Kuantan Singingi van de provincie Riau, Indonesië. Pulau Padang telt 987 inwoners (volkstelling 2010).